# کیدخو
کیدخو (به اسپانیایی: Colldejou) یک شهرستان در اسپانیا است که در استان تاراگونا واقع شده‌است.